# Врела срца
Врела срца (енгл. Warm Bodies) је амерички романтични хорор филм из 2013. у режији Џонатана Левина, са Николасом Хоултом, Терезом Палмер, Дејвом Франком, Анали Типтон и Џоном Малковичем у главним улогама. Рађен је по истоименом роману Ајзака Мариона, који је инспирисан Шекспировим Ромеом и Јулијом.
Филм прати однос младе девојке по имену Џули и зомбија који се заљубљује у њу. Што више времена проводе заједно, зомби полако поново постаје жив човек. Реакције публике и критичара биле су углавном позитивне, а филм је био номинован за Награду Сатурн за најбољи хорор филм. Врела срца је први филм који је представљен из перспективе зомбија.

## Радња
Прошло је 8 година од почетка зомби апокалипсе. Р је један од зомбија, који се не сећа свог претходног живота, ни како је умро, ни како се зове. Једино чега се сећа је да му име почиње на слово Р. Једног дана, Р и још неколико зомбија, нападају групу људи који покушавају да пронађу лекове. Након што убије и поједе вођу групе, Перија Келвина, Р прилази његовој девојци Џули и уместо да нападне и њу, он јој помаже да побегне.
Р и Џули проводе неколико наредних дана заједно и како време пролази он све више почиње да добија људске особине. Прво почне отежано да говори, потом примећује да може да заспи и чак да сања, што раније није могао. На крају Р-ово срце почиње поново да куца и он поново постаје жив човек.
Љубав између Џули и Р-а утиче и на остале зомбије, који се такође мењају и лече, што доводи до краја зомби апокалипсе.

## Улоге
| Глумац        | Улога           |
| ------------- | --------------- |
| Николас Хоулт | Р               |
| Тереза Палмер | Џули Грижио     |
| Роб Кордри    | М / Маркус      |
| Дејв Франко   | Пери Келвин     |
| Анали Типтон  | Нора            |
| Кори Хардрикт | Кевин           |
| Џон Малкович  | пуковник Грижио |